# 亞河豚屬
亞河豚屬（學名：Inia），又稱亞馬遜河豚屬，是淡水豚的一個屬，分布於南美洲，包含1-3種物種。

## 分類

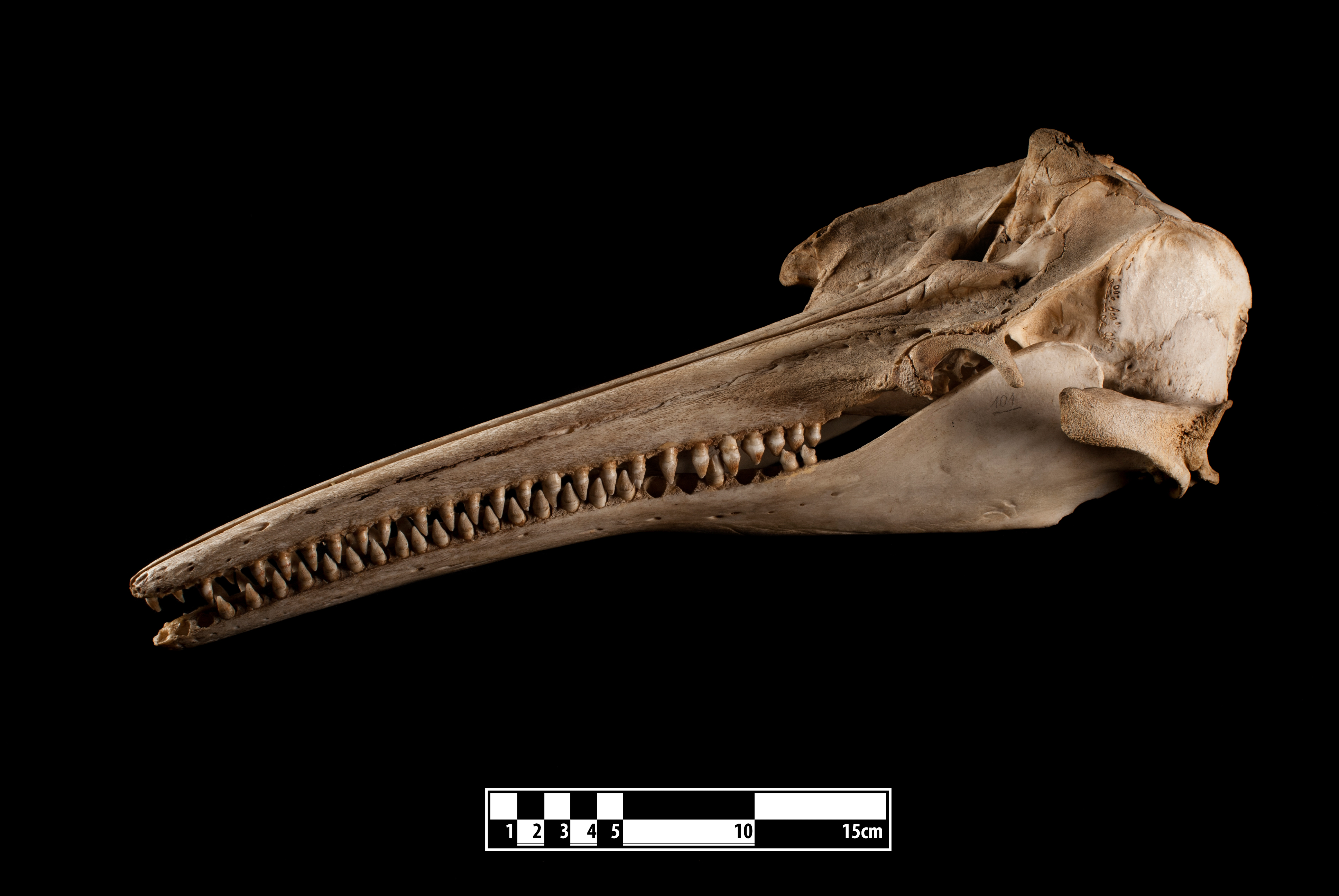
亞馬遜河豚的頭骨，藏於巴西聖保羅大學獸醫解剖學博物館

亞河豚屬於1834年由法國自然歷史學家阿爾西德·道比尼發表，他將原屬於海豚屬的亞馬遜河豚（1817年由Blainville發表，當時學名為Delphinus geoffrensis）從該屬中移出，歸入新發表的亞河豚屬。
本屬下的物種數仍有爭議，有文獻認為本屬僅有亞馬遜河豚一個物種，且該種下有玻利維亞河豚（I. g. boliviensis）、亞馬遜河豚（I. g. geoffrensis）與奧里諾科河盆地亞種（I. g. humboldtiana）等三個亞種，但也有觀點認定玻利維亞河豚為一獨立物種。2014年，本屬有一新種阿拉瓜亞河豚被發表，該物種分布於阿拉瓜亞河與托坎廷斯河流域，與亞馬遜河豚分布的亞馬遜河不同，但海洋哺乳动物学会認為該論文檢視的標本過少，無法確定是否為獨立物種，而暫不將其列為獨立物種，目前該組織認定亞河豚屬下僅有亞馬遜河豚一種，且其下有亞馬遜河豚與玻利維亞河豚兩個亞種。

## 下属物种
本属包括以下物种：
- Inia araguaiaensis Hrbek, Farias, Dutra & da Silva 2014[7]
- 亞馬遜河豚 Inia geoffrensis (Blainville, 1817)